# George Robert Howsam
George Robert Howsam, kanadski letalski častnik, vojaški pilot in letalski as, * 29. januar 1895, † 16. april 1988, Victoria, Britanska Kolumbija.
Stotnik Howsam je v svoji vojaški službi dosegel 13 zračnih zmag.

## Življenjepis
Med prvo svetovno vojno je bil sprva pripadnik RFC, nato pa RAF.
Med drugo svetovno vojno je bil zračni vicemaršal Kraljevega kanadskega vojnega letalstva.

## Odlikovanja
- Vojaški križec (MC)